# Candomblé Banto
O Candomblé Banto, Candomblé de Congo-Angola ou simplesmente Candomblé de Angola é uma das maiores nações de candomblé. Desenvolveu-se entre escravos que falavam quicongo, umbundo e principalmente quimbundo

## Etimologia
A palavra banto é uma reconstrução do protobanto com o significado de gente, termo criado pelo linguista alemão Wilhelm Bleek. O termo banto é usado para identificar os povos da África subsariana que falavam línguas bantas.

## Principais inquices
- Aluvaiá - da comunicação e do corpo humano e guardião da comunidade;[4]
- Angorô - do arco-íris, que traz a fertilidade do solo com suas chuvas;[5]
- Kabila - da caça, fatura e abundância;[6]
- Mutakulambô - caçador, protetor dos animais
- Katendê - das folhas, agricultura e ciência;[7]
- Nsumbu - senhor das palhas e das doenças
- Caviungo[8] ou Cafungê[9] - da saúde e da morte;
- [10]
- Dandalunda - das águas doces, fertilidade, fecundação, ouro, amor, beleza e riqueza;[11][12][13][14]
- Gangazumba - da lama e dos pântanos;[15]
- Nkosi - da forja, do ferro, da tecnologia, agricultura, guerras e soldados;[16]
- Lembá - da procriação e da paz, pai de todos os inquices;[17]
- Matamba - dos ventos, raios, tempestades e fertilidade;[18]
- Pambu Njila - dos caminhos, encruzilhadas, bifurcações e comunicação;[19]
- Nkaiala - rainha do mar, das águas salgadas, mãe de todos
- Kitembo - do tempo cronológico e mítico, atmosfera, tempestade e vento;[20][21]
- Nkaramoce - guerreira, das águas revoltadas e das enchentes
- Nvunji - da inocência e protetor das crianças;[21]
- Nzazi Luango - dos trovões e relâmpagos e a representação do equilíbrio do cosmo;[22]

## Rituais (jipangu)
No candomblé de angola, os sacramentos são:

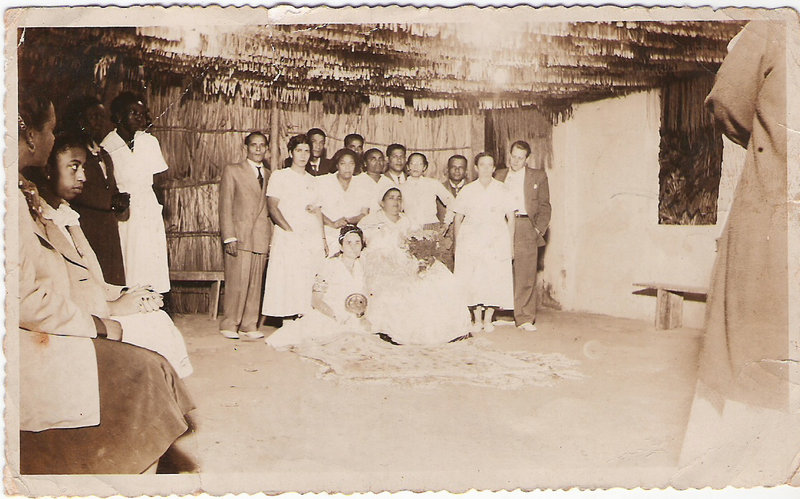
Foto de um terreiro de candomblé de angola na Bahia, na década de 1940

- Maionga - Banho de ervas frescas maceradas na água doce, feito para limpeza e purificação espiritual.
- Mujinga - Ritual de limpeza e purificação, feito com banho de pipoca.
- Kudibala koxi kisaba - Rito de caída sob as folhas.
- Nkudia Mutue - Ritual de energização de força (ngolo/nguzu), da cabeça (mutuê), feita através de comidas (Nkudia).
- Kukuana - Celebração de divisão dos alimentos.
- Nkudia Mutuê Mahinga/Mayonge - Energização de forças da cabeça, através de sangue.
- Sakulupemba - Sacudimento; ritual de limpeza e purificação com folhas.
- Katula o jindemba - Ritual de tirar os cabelos; raspagem.
- Kujinga - Ritual de cortes ritualísticos (kura).
- Kutambula Nfita - Ritual do Juramento.
- Kuhandeka/Ukalakele - Ritual de iniciação; "feitura de santo".
- Kizuá Dijina - Ritual do nome do iniciado.
- Kuvumbu Kuala Nkita - Obrigação secreta, realizada na Mata.
- Dizungu Kilume - Saída do santo.
- Kadianga mivu - Primeiro aniversário.
- Katatu Mivu - Terceiro aniversário.
- Kakuinhi Iéia mivu - Décimo quarto aniversário.
- Kamakuinhi kadianga mivu - Vigésimo primeiro aniversário.
- Kituminu - Obrigação para o inquice.
- Kituminu Kizomba ia Kitembu - Obrigação e festa de Kitembu.
- Ndanka kua Nkosi - ritual de jura para Nkosi.
- Leri - Ritual de segredo dos Antigos.
- Ntambi/Mukondo - Ritual fúnebre.
- Kufunda - Cerimônia fúnebre no cemitério (enterro).
- Pangu ni Nvumbi - Rito para alma do morto.
- Pangu ni Makulu - Ritual para os antepassados.
- Maku ia Nvumbi - Ritual de "tirar a mão do morto".
- Lukombo - Celebração de homenagem aos mortos.
- Kunda kubanga Mivu - Purificação do ano.
- Kutambula Ntanda - Obrigação que autoriza os ensinamentos dos oráculos e transmissão dos direitos aos ensinamentos.

Existem muitos outros rituais do candomblé Congo/Angola, porém esses são os mais importantes e conhecidos.

## Cargos (kijingu)
Na hierarquia do candomblé de angola, os cargos de maior importância e responsabilidade são:
- Tata/Mameto ria inquice - Sacerdote/Sacerdotisa chefe; pai/mãe de santo.
- Tata/Mameto Ndenge - Pai/Mãe Pequeno(a)
- Kambondo: Todos os homens não rodantes confirmados.
- Makota: Todas mulheres não rodantes confirmadas.
- Koota Maganza - rodantes com mais de sete anos de iniciação.
- Maganza - Todos os rodantes iniciados, com mais de 3 anos.
- Muzenza - Iniciados com menos de 3 anos.
- Ndumbe - Pessoas não iniciadas.
- Além desses, existem vários outros cargos.